# Рига-Т689 (радиоприёмник)
Приемник «Рига - Т 689» (Riga - T 689) — девятиламповый супергетеродин настольного типа, предназначенный для приёма широковещательных радиостанций и для воспроизведения граммофонной записи с помощью адаптера и питанием от сети переменного тока 110, 127 и 220 В. Предназначен для индивидуального и коллективного пользования.
Радиоприемник «Рига - Т 689» с 1946 года выпускался Рижским радиозаводом.